# Okay Temiz
Okay Temiz (né en 1939 à Istanbul, Turquie) est un percussionniste et batteur de jazz fusion turc.

## Discographie
- Don Cherry: Orient (BYG, 1971)
- Maffy Falay & Sevda: ditto. (1972) (Caprice RIKS LP 31)
- Maffy Falay & Sevda: Live at Jazzhus Montmartre. (1972) (Caprice 1041)
- Don Cherry: Organic Music Society (Caprice, 1972)
- Johnny Dyani/Okay Temiz/Mongezi Feza: Rejoice. (1972) (Cadillac SGC 1017)
- Johnny Dyani/Okay Temiz/Mongezi Feza: Music For Xaba. (1972) (Sonet SNTF 642)
- Johnny Dyani/Okay Temiz/Mongezi Feza: Music For Xaba, volume two (1972) (Sonet SNTF 824)
- Mongezi Feza: Free jam. (2-CD). (1972) (Ayler records aylCD-048/049 first released in 2004)
- Nils Sandstroem: The painter. (1972) (Emi Odeon 062-34659)
- Bengt-Arne Wallin: Wallin/Wallin. (1972) (Dux 6368002)
- Gunnar "Siljabloo" Nilson: Flickan med den bruna hyn/Det kaenns skoent, det kaenns bra. (7" single).  (1972) (Odeon E006-34609)
- Maffy Falay & Sevda: Live at Fregatten. (1973) (Sonet SNTF 665 -   Kent STX 87020)
- Salih Baysal: The Myth. (1973) (Sonet SNTF 739)
- Bjoern Jayson Lindh: Sissel. (1973) (Metronome MLP 15506)
- Bernt Rosengren: Notes from underground. (2-LP). (1973) (EMI-Harvest  34958/9 - EMI-Harvest 1364622)
- Bo Nilsson: Drei Szenen/Fatumeh. (1973) (Phono Suecia PS 33)
- Bo Nilsson: A Spirit's Whisper. (3-CD) (1973) (Phono Suecia PSCD)
- Tony Scott : Manteca. (1973) (Sonet SLP 2543)
- Bjoern Jayson Lindh: Boogie Woogie (sonradan "Second Carneval" adıyla)(1974) (Metronome MLP 15.547)
- Okay Temiz: Turkish folk jazz (1974) (Sonet SNTF 668 - Kent STX)
- Lars Gullin: Bluesport (1974) (EMI-Harvest 1364612)
- Okay Temiz: Dokuz sekiz/Denizalti Rüzgarlari. (1975) (7" single)(Yonca YCAS-076)
- Okay Temiz: Drummer of two worlds. (1975/1980) (Finnadar Records/WEA  58186 - Melodi Plaklari 1216)
- Okay Temiz/Johnny Dyani. Yonca (1976) (YCS LP 5013)
- Okay Temiz: Oriental Wind. (1977) (Sonet SNTF 737 - Kent STX 87003)
- Lennart Aberg: Partial solar eclipse. (1977) (JAPO 60023)
- Bernt Rosengren Big Band: First moves. (1977) (EMI 062-35428)
- Nannie Porres: Kärlekens ögon. (1977) (EMI 062-35449)
- Oriental Wind: Live in der Balver Hoehle. (1978) (JG Records JG 044)
- Björn Jayson Lindh: Bike voyage II. (1978) (Sonet SLP-2619)(sonradan "A Day at the Surface" adıyla: Sonet SNTF 833 - Vanguard VSD 79434)
- Oriental Wind: Zikir. (1979) (Sun Records SEB 11005, Fransa - Melodi   Plaklari 1138, Türkiye - Paddle Wheel K28P 6011, Japonya)
- Okay Temiz - Oriental Wind: Zikir. (1979) (Kent STX 143 100102-2, Türkiye, Ada Müzik 500765, Türkiye)
- Oriental Wind: Mus/Kabak. (7" single) (1979) (Sun Records SEB 33-005, Fransa)
- Oriental Wind: Chila-Chila. (1979) (Sonet SNTF 809)
- Hans Calderas: Ziggidim. (1979) (Calderas Music production HCLP-101)
- Oriental Wind: Bazaar. (1981) (Sonet SNTF 864)
- Oriental Wind: Live in Bremen. (1981) (JA&RO 007; EFA 08-4107, Almanya)
- Open-Air Arbon Live 1982. (1982) (Delta Records 8355-001, İsviçre) (öteki müzikçilerle paylaşılan bu iki 2-disklik albümde Oriental Wind'den bir parça bulunur.)
- Oriental Wind: Life road. (1983) (JA&RO 013, JARO 4113-2, EFA 08-4113, Almanya)
- Okay Temiz/Saffet Gündeger: ditto. (1983) (Organic Music OM 5, İsveç - Yeni adla : "Klasikleri 1" (Atlas Muzik 8 691044 150121, Türkiye)
- Oriental Wind/The Karnataka College of Percussion: Sankirna. (1984) (Sonet SNTF 930)
- Percussion Summit. (1984) (Moers Music 02056)
- Atilla Engin Group: Memories. (1984) (Danish Music Production DMLP 506, Danimarka)
- Atilla Engin Group: Marmaris love. (1985) (Danish Music Production DMLP 510, Danimarka)
- Lennart Aberg: Green prints. (1985/86) (Caprice CAP 1276)
- Tayfun Erdem: Ararat. The border crossing. (1986) (EMI F 669.660, Almanya - Yeni adla "Agri Dagi Efsanesi" Kalan CD 298 (Türkiye)
- Okay Temiz: In Europe. (cass). ("Life Road"' ve Saffet Gündeger ile olan çalışmalarından parçaların derlemesi)(1988) (Yanki Müzik Yapim YMC 138, Türkiye)
- Okay Temiz: Dervis. (kaset). (1989) (Yanki Müzik Yapim YMC 156, Türkiye - yeni adla "Dervish Service", Ada Müzik 500772, Türkiye  - Yeni adla "Silver Hand", Ton Son Ton/Sonet SNTCD 1020,   Vasco Da Gama VDFCD-8003 İsveç).
- Okay Temiz: Dance for peace/Locust. (12" single). (1989) (Ton Son Ton SONL10; (7" single). Ton Son Ton SON10)
- Senem Diyici Sextet: Takalar. (1989) (Label La Lichere CD LLL 17 - Kalan CD 186, Türkiye)
- Okay Temiz: Misket. (1989) Sonet SNTCD 1031 - yeni adla "Transparent Dervish": Vasco Da Gama VDFCD-8002, İsveç).
- Okay Temiz: Fis fis tziganes. (1989) (Label La Lichere CD LLL 107)
- Wutu-Wupatu: ditto. (1989) (Ano Kato Records rei 2002 (Yunanistan)
- Okay Temiz/Sylvain Kassap : Istanbul da Eylül, 1990, Label La Lichere (CD LLL 67)
- Okay Temiz: Magnetic dance. (kaset) (1990) (Bayar Müzik Üretim 125, Türkiye - Yeni adla: "Okay Temiz Band", Ercan Moroglu 123, Almanya)
- Okay Temiz's Magnetic Band: Magnet dance. (1990) (Vasco Da Gama VDFCD-8000, İsveç)
- Four Drummers Drumming: Electricity. (1991) (Backyard Records Riff CD-911-2, Almanya)
- 2eme Rencontre Internationale de la Clarinette Populaire (öteki müzikçilerle paylaştığı derleme). (1991) Radio Kreiz Breizh RKB K 03, Fransa)
- Okay Temiz: Green wave. (1992) (Uzelli CD 204, Türkiye - Blue Flame DTM 35600)
- Okay Temiz: Fishmarket. (1992–1994) (Uzelli CD 210)
- Don Cherry: Dona Nostra. (1993) (ECM 1448)
- Okay Temiz: Magnet dance. (1994) (TipToe/Enja TIP-888819-2, Almanya)
- Karnataka College of Percussion/Okay Temiz: Mishram. (1995) (Raks Müzik 4055, Türkiye)
- Okay Temiz Magnetic Band: In Finland 1995. (1995) (Ano Kato Records rei 2004, Yunanistan - Yeni adla: "Magnetic Orient" JARO 4244-2)
- Tri Leta Druge Godbe II, 1994-1996. (öteki müzikçilerle paylaştığı derleme) (1996)(Druga Godba CDG 002, Slovenya)
- The Black Sea Project: ditto. (1996) (Lyra ML 0660, Yunanistan)
- Yildiz Ibrahimova: Balkanatolia. (1997) (Raks Müzik 006790, Türkiye)
- Okay Temiz & Group Zourna: Karsilama. (1998) (Ada Müzik 8 692646 500789, Türkiye - JARO 4224-2)
- Okay Temiz: Yasamin ritmi. (tanıtım uzunçaları) (1998) (Banvit, Türkiye)
- Okay Temiz: Kutlama celebration. (tanıtım uzunçaları)(1998) (Banvit, Türkiye)
- Audio Fact: Black spot. (1998) (Kalan CD 103, (Türkiye)
- Embryo: Istanbul/Casablanca. (2-CD). (1998) (Indigo 8536-2)
- Gjallarhorn: Ranarop. Call of the sea witch. (1998) (Elektra/Asylum 19627)
- Floros Floridis, Nicky Skopelitis, Okay Temiz: Our trip so far (2000) (MRecords 5204876 01013, Yunanistan)
- Okay Temiz: Black Sea Art Project. (2001) (Ada Müzik)
- Angelite: Balkan Passions. (2002) (JARO 4234-2)
- Okay Temiz: Darbukas & Zurnas. (2002) (Ada Müzik 8 692646 501946)
- Okay Temiz: Mehteran. (2002) Ada Müzik 8 692646 501953)
- Okay Temiz: Kuzeyden Güneye Yansımalar "Senfoni". (2002) (Ada Müzik 8 692646 501977)
- Okay Temiz: Okay Temiz ve Ritim Atölyesi. (2002) (Ada Müzik 8 692646 502127)